# Konstnärsgillet
Konstnärsgillet var en förening, bildad i Stockholm i syfte att "i fosterländsk anda verka för de sköna konsterna", verksam 1846-1854.
Stiftare var Nils Månsson Mandelgren, vid han sida stod Gunnar Olof Hyltén-Cavallius, Carl Anton Wetterbergh med flera. Konstnärsgillet anordnade utställningar och litterära soaréer med mera, och man utgav även skrifter, bland annat ett album över Nils Blommér i vars konst man såg föreningens syfte förverkligat. I Konstnärsgillet tog också 1847 initiativet till bildandet av Artisternas och litteratörernas pensionsförening 1847.
1887 bildades Nya konstnärsgillet med Konstnärsgillet som förebild.